# ده بر دل دم سقاوة (مارغون)
ده بر دل دم سقاوة (بالفارسية: ده بردل دم سقاوه) هي قرية تقع في إيران في قسم مارغون الريفي. يقدر عدد سكانها بـ 22 نسمة بحسب إحصاء 2016.